# Blasco de Grañén
Blasco de Grañén (Saragossa,? – Id., octubre de 1459), fou un pintor gòtic, actiu principalment a Aragó, antigament conegut com a Mestre de Lanaja. És considerat com la figura més notable del gòtic internacional tardà a les terres d'Aragó. L'autor rep influències de la miniatura, el tapís i en les darreres obres es mostra permeable al naturalisme francoflamenc.

## Biografia
Pintor amb taller a Saragossa, de reconeguda fama, va arribar a ser nomenat pintor del rei Joan II de Navarra. Va tenir com a ajudant, entre d'altres, Pere Garcia de Benavarri, amb qui va realitzar el 1445, uns retaules per al Monestir de San Pedro de Siresa. Va ser un seguidor de les normes de Juan de Leví.
El 1435, realitza el retaule per a la confraria de Santa Maria de la Il·luminació de Saragossa. Els encàrrecs se succeeixen, com l'any 1437 per a l'església de Santa Maria d'Épila, un retaule per a l'altar de Sant Jaume. A Ejea de los Caballeros, es poden veure dues taules seves a l'altar major, la de la Flagel·lació i la Via Crucis, exposades a l'església de Sant Salvador.
El taller del mestre era dels que rebia més encàrrecs a l'Aragó d'aquell temps, l'elevat nombre de col·laboradors i la talla d'aquests així ho demostren. Per l'obrador de Blasco de Grañén passen Juan Arnaldín, Jaime Arnaldín, Jaume Romeu, Joan Rius o Martín de Soria.
L'elevada suma demanada per Blasco de Grañén per a enllestir el retaule d'Ejea (deu mil sous) es justifica no només per la grandària de l'obra, sinó també perquè en el preu s'incloïa la quantitat de dos mil sis-cents sous que costava la tasca del treball que havia encomanat el pintor als famosos tallistes Domingo i Mateo de Sariñena, que tornarien a col·laborar amb ell en el retaule de Sant Jaume per a la parròquia d'Épila.
En un document de cobrament del retaule d'Agulló, realitzat pel seu net Martín de Sòria, s'informa de la seva mort ocorreguda l'any 1459 a Saragossa.
En el moment de la seva mort, octubre de 1459, la seva vídua, la senyora Blanca de Tena, juntament amb Pedro Oriz, clergue i, rector, de l'església de Santa Cruz de Saragossa, parròquia a la qual pertanyia el matrimoni Grañén per raons de veïnatge, com executors de les últimes voluntats de l'artista, es van fer responsables de donar terminació al que el pintor havia deixat sense concloure, entre altres coses, el retaule d'Épila i el retaule d'Ejea de los Caballeros.
El més fàcil per a ells, donada la gravetat del problema plantejat, va ser encarregar la finalització de les obres a un pintor conegut de professionalitat comprovada, i per això es dirigissin al pintor saragossà Martín de Soria, nebot de Grañén, documentat a Saragossa des de 1449 a 1487, any de la seva mort. Els treballs de maçoneria continuarien a càrrec dels germans Sariñena, que donarien per complerta la seva tasca a començaments del mes d'abril de l'any 1464.
Es pot veure la seva obra Sant Miquel Arcàngel al Museu Nacional d'Art de Catalunya.

## Obra

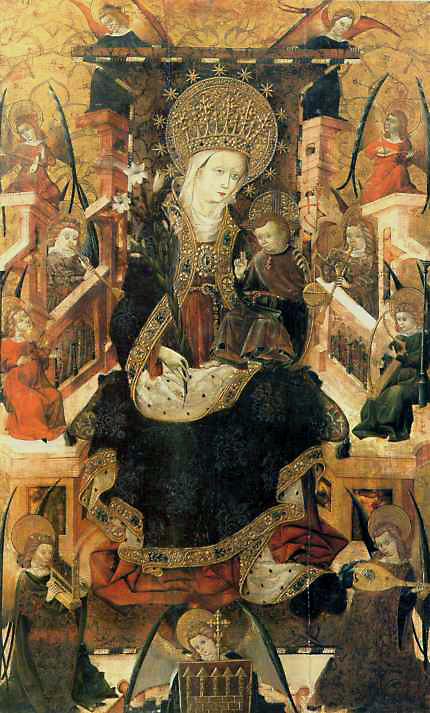
Maria, Reina del cel(1439), del retaule de l'església de Santa Maria la Major de Albalate del Arzobispo (Terol). Tremp sobre taula, 233 x 143 cm. Museu de Saragossa. D'estil gòtic internacional, representa la Verge amb el Nen en el tron envoltada d'àngels músics tocant diversos instruments: viola de mà, viola d'arc, rabec, dolçaina, arpa i orgue. El Nen Jesús sosté un orbe rematat per un estendard amb la Creu de Sant Jordi.

Gràcies a la documentació podem atribuir a Blasco de Grañén gran quantitat d'obra realitzada entre 1422 i 1459 a Saragossa. Dels vint-i-tres retaules documentats se'n conserva un sencer i cinc de manera fragmentària, tots ells construïts entre 1427 i 1459. A continuació es fa esment dels retaules, de la pintura per a escuts, dels gualdrapes per a cavalls entre altres elements ornamentals per a la Casa de la Diputació del Regne.

### Obra documentada
- Retaule de l'església parroquial de Loscos (Terol), llogaret de Daroca, contractat i realitzat el 1427. No conservat.
- Retaule de la capella de Tots Sants de l'església de Santa Maria de Muniesa (Terol), contractat pels marmessors de Domingo Aznar el 1431 per a ser entregat el dia de Tots Sants del mateix any. No conservat.
- Retaule del convent del Carme de Saragossa, per a la confraria de la Mare de Déu de la Candela (o de la Il·luminació) que fou contractat per Leonardo Sabadía el 1435. No conservat.
- Maria Reina dels Cels,[5] també anomenat Retaule major de l'església de Santa Maria la Major d'Albalate del Arzobispo (Terol), contractat pels jurats i vilatans el 1437. Es conserva la taula titular al Museu de Belles Arts de Saragossa.[6]
- Retaule major de l'església parroquial de Lanaja (Osca). Es conserven dues taules al Museu de Belles Arts de Saragossa realitzades entre 1437 i 1438.[7]
- Retaule de la capella funerària de Nostra Senyora dels Àngels a l'església del convent de San Francesc de Tarassona (Saragossa). Retaule contractat per Lluís de Santa Fe el 1438 per a la capella que havia fundat el seu pare Esperandeu de Santa Fe. El retaule es finalitzà el 1439 com mostra la taula capitular que es conserva al Museu Lázaro Galdiano. Per altra banda es conserven les taules de la Predel·la i un dels carrers laterals a l'Ajuntament de Tarassona.[8]
- Retaule major de l'església de Sant Salvador a Eixea (Saragossa). Aquest retaule és contractat el 1438, però en morir el mestre qui se n'encarregà fou el seu nebot i deixeble Martín de Soria, finalitzant el 1476. Es conserva complet.[9]
- Retaule de l'església de Pozuelo de Aragón (Saragossa), contractat el 1441 i pagat el 1449. No conservat.
- Retaule de l'església de Puebla de Albortón (Saragossa), contractat pels veïns de Puebla de Albortón el 1449. El fet que fos dedicat a Sant Martí de Tours fa concloure que no era el retaule principal, ja que la titularitat de la parròquia és de l'Assumpció de la Mare de Déu. Avui perdut.
- Retaule per a l'altar de la confraria de Sant Martí, de l'església de Santa Engràcia de Saragossa, el 1445 el majordom de la confraria, Martín de la Serrana, pagava al mestre per l'obra que estava realitzant. No conservat.
- Retaule de Santa Fe, Santa Llúcia de Siracusa i Sant Martí de Tours, de la capella de Santa Fe de l'església de Santa María del Pilar de Saragossa, finalitzat el 1446. Aquest retaule se situa al claustre de l'església. No conservat.
- Retaule major de l'església del convent franciscà de Borja (Saragossa). No conservat.
- Retaule major dels Frares Menors de Borja (Saragossa). Retaule contractat el 13 març 1448 pels marmessors de Guillerma d'Asensio per a l'església de Sant Francesc de Borja (Saragossa). No conservat.
- Retaule-cortina, fet en teixit de fil fort, per col·locar en el claustre del convent del Carme de Saragossa, fou cobrat durant el 1447 com a mínim en dos pagaments. No conservat.
- Retaule major de l'església parroquial d'Ainzón (Saragossa), de l'advocació de Nostra Senyora de la Pietat o de la Misericòrdia, contractat per Pedro Lázaro, veí de la població, el 1450. No conservat.
- Retaule major de l'església parroquial de Ferreruela (Terol). Ramón de Armisén rebia del mestre una carta de pagament el 1450, possiblement hi hauria altres pagaments. No conservat.
- Retaule del convent de Sant Francesc de Saragossa. La confraria de Santa Anna encarrega al mestre i a Jaume Romeu un retaule de Sant Bernardí de Siena i de la Concepció de la Mare de Déu el 1450 per a ser finalitzat el 1451. No conservat.
- Retaule de l'ermita de Santa Catalina de Villanueva de Burjazud. La localitat de Villanueva de Burjazud avui dia és Villanueva de Gállego (Saragossa). El retaule fou contractat per la confraria de Sant Fabià i Sant Sebastià. El 1451 es fa un dels pagaments del retaule. No conservat.
- Retaule de l'altar de Santiago apòstol de l'església parroquial de Santa Maria la Major d'Épila (Saragossa). El 1457 es realitza un contracte signat per Aparicio de Maza, clergue de l'església on es determinen les mesures del retaule. No conservat.
- Retaule de l'església de Nostra Senyora del Rosari d'Aguilón (Saragossa). Pedro de Gurrea contracta el retaule com procurador dels vilatants d'Aguilón als pintors Joan Rius i Martín de Soria l'any 1457. Tot i que en aquell contracte Blasco de Grañén només apareix com a fiador, en un albarà posterior els tres pintors apareixen com els executors de l'obra. No conservat.
- Retaule per a la capella de Sant Martí de Tours a l'església parroquial de la Santa Creu de Saragossa. Martín Tralero marmessor i escuder del seu pare, també anomenat Martín, fou qui encarregà l'any 1457 el retaule i l'any següent restava finalitzat. No conservat.
- Retaule de Santa Zita de l'església de Santa Maria la Major o del Pilar de Saragossa. Encarregat el 1458. No conservat.
- Retaule de l'altar de Sant Nicolau de Bari de l'ermita de Santa Maria de Torellas. L'ermita se situa als afores de la vila de Mallén, (Saragossa). Fou encarregat el 1459 per Pedro de Montalbán, notari de Mallén. No conservat.
- Drap mortuori per l'enterrament de Fortún López de Luna, rector de Badules. Pere Fontanet, racioner de la seu de Saragossa, i Domènec Martín, habitant d'aquesta ciutat, com a marmessors de Fortún López de Luna, encarregaren el drap mortuori el 1431.[10]
- Decoració de la Casa de la Diputació del Regne, a la ciutat de Saragossa. El 1447, el mestre realitza tasques de caràcter menor.
- Gualdrapes per dos cavalls i un escut de diversos membres del seguici del rei Joan II. Blasco de Grañén i Juan de Altabás reben diversos paraments militars per a ser decorats cap al 1450.
- Diversos treballs per a les honres fúnebres de Juan Roldán, mercader de Saragossa. Realitzats el 1456.

### Obra atribuïda
- Retaule de Sant Blasi, de la Verge de la Misericòrdia i de Sant Tomàs Becket de l'església parroquial d'Anento (Saragossa).
- Retaule de la Verge amb el Nen, provinent de la localitat de l'Alt Aragó d'Oto (Boltanya).[11]
- Retaule major de l'església parroquial de Santa María d'Ontinyena (Osca). Desaparegut el 1936.
- Taüt de donya Isabel d'Aragó i Montferrat (+1434). Es conserva al Museu Diocesà de Lleida.
- Taüt de donya María Jiménez Cornel (+1355), El taüt fou pintat entre 1427 i 1451, probablement poc després que pintés el d'Isabel d'Urgell el 1434.
- Tríptic de l'església parroquial de Belchite (Saragossa). Desaparegut el 1936.
- Retaules de Sant Joan Evangelista i de Santiago el Major a l'església parroquial de Sant Pere de Siresa (Osca).
- Retaule major de l'església parroquial de Santa María la Major de Tosos (Saragossa).